# Victoria Sandell Svensson
Pour les articles homonymes, voir Sandell et Svensson.
Victoria Sandell Svensson, née le 18 mai 1977 à Borås, est une footballeuse suédoise évoluant au poste d'attaquante. 
Internationale suédoise (166 sélections et 68 buts de 1996 à 2009), elle évolue  drant sa carrière en club essentiellement au Jitex BK et au Djurgårdens IF et a été capitaine de la sélection suédoise lors de la Coupe du monde 2007. Elle a été élue à deux reprises meilleure footballeuse suédoise en 1998 et en 2003.
Elle prend sa retraite après le Championnat d'Europe de football féminin 2009.

## Palmarès

### En sélection
- Finaliste de la Coupe du monde : 2003.

### En club
- Championne de Suède en 1998 avec le Älvsjö AIK et en 2003 et 2004 avec le Djurgårdens IF
- Vainqueur de la Coupe de Suède en 2000, 2004 et 2005 avec le Djurgårdens IF
- Finaliste de la Coupe féminine de l'UEFA 2004-2005 avec le Djurgårdens IF

### Distinctions individuelles
- Meilleure footballeuse suédoise en 1998 et en 2003
- Meilleure buteuse du Championnat de Suède en 1998, en 2001 et en 2003